# Oliveto Lario
Oliveto Lario är en kommun i provinsen Lecco i regionen Lombardiet i Italien. Kommunen hade 1 219 invånare (2018).